# Myrsjön, Uppland
Myrsjön är en sjö i Nacka kommun i Uppland och ingår i Norrström-Tyresåns kustområde. Sjön är 3,5 meter djup, har en yta på 0,115 kvadratkilometer och befinner sig 29 meter över havet.
Den ligger i Boo, precis norr om Orminge och söder om Skarpnäs. Sjön har gett namn åt Myrsjöskolan. I sjön ligger en ö som heter Korsholmen.

## Delavrinningsområde
Myrsjön ingår i det delavrinningsområde (658279-164262) som SMHI kallar för Rinner till Askrikefjärden. Medelhöjden är 26 meter över havet och ytan är 32,11 kvadratkilometer. Det finns inga avrinningsområden uppströms utan avrinningsområdet är högsta punkten. Avrinningsområdets utflöde mynnar i havet, utan att ha någon enskild mynningsplats.